# 박은수 (배우)
박은수(朴垠樹, 1947년 10월 10일~)는 대한민국의 배우이다.
1969년 연극 배우로 데뷔하였으며, 같은 해 MBC 문화방송 공채 탤런트 1기에 선발되었다. 1975년 드라마 《신부일기》에서 택시 운전사 현장 역을 맡으며 이름을 알렸으며,, 1979년에 결혼을 하였다. 이후 1980년부터 드라마 《전원일기》에서 일용 역으로 20년 넘게 출연하였다.

## 출연작

### TV 드라마
- 《고봉실 아줌마 구하기》(2012)
- 《여자를 몰라》(2010)
- 《쑥부쟁이》(2008)
- 《스마일 어게인》(2006)
- 《대장금》(2003-2004)
- 《눈사람》(2003)
- 《엄마야 누나야》(2000)
- 《사랑밖엔 난 몰라》(1998)
- 《거미》(1995)
- 《MBC 베스트극장 반함의 구슬》(1993.7.16)
- 《폭풍의 계절》(1993)
- 《원미동 사람들》(1988)
- 《산하》(1987) - 이동식 역
- 《인생화보》 (1987)
- 《겨울꽃》(1986)
- 《아버지 우리 아버지》(1986)
- 《3840 유격대》(1983~1984)
- 《추동궁 마마》(1983)
- 《민족풍속도》(1981)
- 《가장 긴 여름》(1981)
- 《제1공화국》(1981)
- 《전원일기》 이일용 역(1980-2002)
- 《청춘의 초상》(1980)
- 《사랑의 계절》(1979)
- 《알뜰가족》(1978)
- 《범바윗골의 비밀》(1978)
- 《도련님》(1978)
- 《빨간 능금이 열릴때까지》(1977)
- 《고향》(1977)
- 《달려라 삼총사》(1976)
- 《신부일기》(1975)
- 《제3교실》(1975)
- 《얼굴》(1974)
- 《손님》(1974)
- 《113 수사본부》(1973)
- 《수사반장》(1971-1989)

### 영화
- 《7월 32일》 만수 역(2010)
- 《각설탕》 시은의 아빠 익두 역(2006)
- 《소년, 천국에 가다》 파출소장 역(2005)
- 《남자 태어나다》 장 이장 역(2002)
- 《내사랑 짱구》 조연(1985)
- 《내일 또 내일》 주연(1979)
- 《우리는 밤차를 탔읍니다》 조연(1979)
- 《마지막 잎새》 주연(1978)
- 《걷지말고 뛰어라》 주연(1976)
- 《해 뜰 날》 주연(1976)

### 예능
- 2021년 《현장르포 특종세상》(MBN)
- 2021년 《스타다큐 마이웨이》(TV조선)
- 2022년 《회장님네 사람들》
- 2023년 《아침마당》9,456회 (KBS)

## 수상
- 1974년 핑크리봉상 TV부문 신인상 《손님》[4]

## 참고 사항
- 1952년생으로 알려져 있으나 《전원일기》에서 어머니 역으로 출연하였던 김수미보다 2살이 많으며 3년 선배이다.[5]
- 2008년 9월 공사비 8천여만 원을 지급하지 않은 사기 혐의로 기소되어 법정 구속되었으나 2심에서 벌금형을 받은 바 있다.[6]
- 2009년 6월 투자비 명목으로 3000만 원을 받아 챙긴 사기 혐의로 기소되어 또다시 법정 구속되었으나 징역 8월에 집행유예 2년을 선고받았다.[7]